# Attacco di panico
Il Disturbo da attacchi panico, detto anche PA/s o PD/s (dall'inglese panic attack/s o panic disorder, come riportato nel Manuale diagnostico e statistico dei disturbi mentali), è una forma clinica dei disturbi d'ansia caratterizzata da intensi stati di ansia accompagnati da altri sintomi psicologici e fisici che si presentano in maniera imprevedibile, generalmente senza una razionale causa scatenante. Benché abbiano una durata variabile da pochi secondi ad alcune ore, in media non superano i 30 minuti. Pur essendo un evento emotivamente intenso al punto che il paziente potrebbe sentire di stare per perdere il controllo, non pongono rischi alla salute fisica.
Rappresentano uno dei più comuni disturbi psicologici e costituiscono un fenomeno sintomatologico complesso e piuttosto diffuso. Si calcola che 10 milioni di italiani abbiano subito uno o più attacchi di panico nel corso della vita. Il disturbo di solito esordisce nella tarda adolescenza o nella prima età adulta ed ha un'incidenza da due a tre volte maggiore nelle donne rispetto agli uomini.
All'insorgere delle prime crisi è frequente che tale disturbo non venga riconosciuto dal soggetto e di conseguenza che venga trattato e scambiato per altre patologie specialmente di natura cardiologica, polmonare o endocrina. La terapia è sia di tipo psicologico che di tipo farmacologico. Il ricorso agli psicofarmaci è indicato specialmente nei casi in cui il disturbo compromette le normali attività quotidiane o provoca notevole disagio al paziente.

## Sintomi

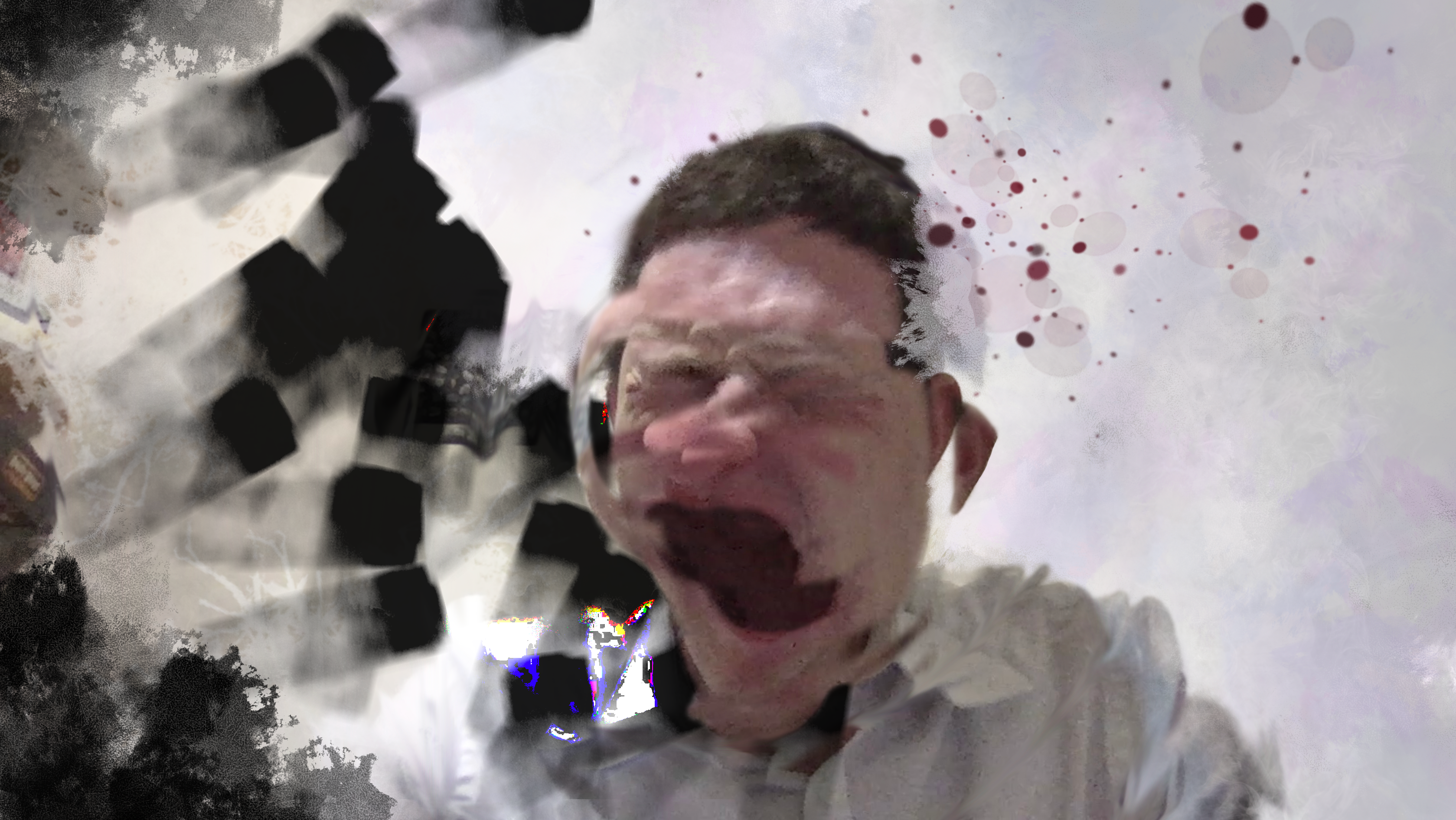
Rappresentazione artistica di un'esperienza soggettiva di attacco di panico

L'attacco di panico comporta l'insorgenza improvvisa di alcuni dei sintomi sotto elencati:
- tremori alle braccia e/o alle gambe;
- oppressione o fastidio al petto;
- sensazione di asfissia o iperventilazione, con sindrome da iperventilazione psicogena;
- sensazioni di sbandamento, instabilità e svenimento;
- forte aumento della pressione sanguigna (ipertensione) o, al contrario, rapido crollo (ipotensione), con possibilità di svenimento (sincope o lipotimia);
- palpitazioni o tachicardia sempre più forte;
- paura di morire;
- sensazioni di torpore o di formicolio;
- paura di impazzire o di perdere il controllo;
- nausea o disturbi addominali;
- sensazioni di irrealtà, di stranezza, di distacco dall'ambiente e da sé stessi (derealizzazione e depersonalizzazione);
- vampate o brividi;
- paura di stare sempre peggio e di non riuscire a riprendersi;
- sensazione di formicolio agli arti e alle mani (parestesia).
- paura che qualcuno veda o osservi il vissuto di angoscia terrificante, un forte senso di fame d'aria e di cuore "impazzito" che fa credere imminente la morte, anche senza un nesso diretto con episodi drammatici. Si tratta di un'esperienza che sin dal primo esordio stravolge e condiziona la vita, vissuta con un profondo senso di insicurezza e di vergogna, con il terrore che possa ripetersi.[4]

Sebbene spiacevoli (a volte in grado estremo), gli attacchi di panico non sono pericolosi. Gli attacchi di panico e il disturbo da attacchi di panico possono essere talmente gravi e dirompenti da provocare depressione o portare il soggetto ad avere paura di perdere il controllo o di stare soffrendo di una malattia fisica molto grave al punto di arrivare a pensare, nei casi più gravi, di essere sul punto di morire.
In altri casi, questi disturbi d'ansia e la depressione possono coesistere (comorbilità), oppure la depressione può insorgere per prima e i segni e sintomi dei disturbi d'ansia possono manifestarsi successivamente. Stabilire se questi attacchi siano talmente gravi da configurarsi come disturbo è una decisione che dipende da numerose variabili e i medici divergono nel porre la diagnosi. Se causano molta sofferenza, interferiscono con il funzionamento e non cessano spontaneamente entro pochi giorni, è presente un disturbo d'ansia che merita una terapia.
La diagnosi di uno specifico disturbo d'ansia si basa in larga parte sui suoi segni e sintomi caratteristici. Un'anamnesi familiare di disturbi d'ansia (eccetto il disturbo post-traumatico da stress) è d'aiuto, poiché molti soggetti sembrano ereditare una predisposizione agli stessi disturbi d'ansia da cui sono affetti i propri familiari, così come una vulnerabilità generale ad altri disturbi d'ansia (disturbo d'ansia generalizzato, disturbo ossessivo-compulsivo, fobia sociale, fobie specifiche...).

## Cause
Le cause dei disturbi d'ansia come gli attacchi di panico e il disturbo da attacchi di panico non sono completamente note, ma sono implicati fattori fisiologici e psicologici. Dal punto di vista fisiologico, tutti i pensieri e i sentimenti possono essere concepiti come risultanti da processi elettrochimici cerebrali; tuttavia ciò dice poco sulle complesse interazioni tra i più di 200 neurotrasmettitori e neuromodulatori del cervello, nonché sull'ansia e sullo stato di allarme normale e patologico. Dal punto di vista psicologico, gli attacchi di panico e il disturbo da attacchi di panico sono considerati una risposta ad agenti stressanti ambientali, come l'interruzione di una relazione significativa, l'esposizione a un disastro potenzialmente letale, oppure a traumi psicologici come quelli derivati, ad esempio, dalla violenza sessuale o dalla tortura.
Il sistema d'ansia di una persona di solito compie passaggi adeguati e impercettibili dal sonno, attraverso lo stato di allarme, sino all'ansia e alla paura. I disturbi d'ansia si manifestano quando il sistema d'ansia funziona in modo inadeguato oppure, a volte, quando è sopraffatto dagli eventi.
I disturbi d'ansia possono essere dovuti a un disturbo fisico oppure all'uso di una sostanza legale come un farmaco o illecita come le droghe. Per esempio, l'ipertiroidismo oppure l'uso di corticosteroidi o cannabinoidi, così come la sindrome da astinenza da alcol o da farmaci, possono produrre segni e sintomi identici a quelli di alcuni disturbi d'ansia primari.

## Terapia
Il disturbo da attacchi di panico deriva da una disfunzione che è al tempo stesso biologica e psicologica; le linee guida indicano come trattamento di prima linea la psicoterapia, specie nel caso di disturbi moderati o nei soggetti giovani, e solo successivamente la prescrizione di psicofarmaci. La farmacoterapia si rende comunque necessaria nei casi più gravi.
La psicoterapia cognitivo-comportamentale (in cui vengono trattati i pensieri distorti e le convinzioni erronee) e la positive self-talk specifica per attacchi di panico sono gli approcci psicoterapici più efficaci e più utilizzati nel trattamento della patologia. Diversi studi mostrano che, almeno nell'85% dei casi, i pazienti sottoposti a terapia cognitivo-comportamentale smettono di avere attacchi nell'arco di 12 settimane di trattamento continuato.
La terapia di esposizione, un tipo di terapia comportamentale in cui il paziente viene messo a confronto con alcune sue paure come gli intensi e sgradevoli sintomi fisici di un attacco di panico, può essere d'aiuto. Ad esempio, ai pazienti che hanno paura di svenire viene chiesto di roteare su una sedia o di iperventilarsi fino a sentirsi svenire, per apprendere così che non perderanno i sensi quando avranno questo sintomo nel corso di un attacco di panico. Una respirazione lenta e superficiale (controllo respiratorio) aiuta a padroneggiare l'iperventilazione.
I farmaci che possono essere utilizzati per il trattamento del disturbo da attacchi di panico che non risponde efficacemente alla terapia psicologica sono gli ansiolitici (specie le benzodiazepine) e gli antidepressivi (che al di là del nome possiedono consistenti effetti ansiolitici). Questi farmaci possono prevenire o ridurre di molto l'ansia anticipatoria, l'evitamento fobico e la frequenza e intensità degli attacchi di panico.
Le benzodiazepine hanno un effetto molto rapido (in genere pochi minuti) e permettono di risolvere l'attacco di panico ma possiedono numerosi effetti collaterali come sonnolenza, atassia e problemi di memoria, oltre ad indurre dipendenza e tolleranza (perdita di efficacia nel tempo). Sono perciò utili per un trattamento sintomatico e al bisogno ma non sono però adatte ad un'assunzione prolungata.
Gli antidepressivi sono preferiti quando si necessita un trattamento prolungato allo scopo di evitare le recidive e diminuire l'intensità degli attacchi. I più utilizzati sono gli "Inibitori selettivi della ricaptazione della serotonina" (SSRI) sia per la loro efficacia che per la loro tollerabilità. Numerose altre classi di antidepressivi (in particolare i triciclici, gli inibitori delle monoaminossidasi ed alcuni antidepressivi atipici) sono efficaci nel trattamento della patologia e potrebbero essere usati qualora i trattamenti di prima linea non venissero tollerati a causa degli effetti collaterali. Questi farmaci, tuttavia, non sono adatti all'uso al bisogno perché il loro effetto si instaura gradualmente nel corso delle prime settimane di trattamento.
Una review della Cochrane Collaboration del 2009 riporta che l'aggiunta di un farmaco a base di benzodiazepine alla psicoterapia non comporta vantaggi terapeutici, perciò il loro utilizzo continuato, anche in virtù degli effetti collaterali, non è raccomandato.

### Terapie alternative
L'agopuntura può essere efficace nei casi di attacco di panico, soprattutto in presenza di sintomi di iperattivazione del sistema nervoso simpatico, quali tachicardia, sudorazione e tremori, oppure se vi è dispnea. Questi effetti sono spiegabili con la capacità dell'agopuntura di incrementare il tono del sistema parasimpatico, come dimostrato da molti studi sulla variabilità della frequenza cardiaca (HRV). L'agopuntura sembra anche in grado di attenuare l'iperventilazione associata agli attacchi di panico. Alcuni studi dimostrano infine significativi effetti dell'agopuntura sui circuiti difensivi di sopravvivenza del cervello implicati nelle risposte di lotta-fuga, in particolare sull'amigdala.
La caffeina, in alcuni soggetti, è stata trovata essere una causa dell'emergere o del peggiorare degli attacchi di panico, per cui in questi casi può esserne raccomandata la sospensione.
Tecniche di rilassamento, meditazione (come la mindfulness) e l'esercizio fisico (in particolare quello aerobico) in alcuni studi si sono dimostrati efficaci nel ridurre frequenza e intensità degli attacchi di panico e possono pertanto essere consigliati come terapia aggiuntiva.